# Camps de Deir ez-Zor
Le camp de Deir ez-Zor est le plus grand camp de concentration en lien avec le génocide arménien. Situé en plein désert de Syrie, à proximité de la ville éponyme, des milliers de réfugiés arméniens y furent déportés, au terme de marches de la mort. Jesse B. Jackson, vice-consul des États-Unis à Alep, estime que les victimes arméniennes envoyées jusqu'à Deir ez-Zor et au sud de Damas comptaient 150 000 personnes, toutes pratiquement démunies. Ce camp ne formait pas une infrastructure unique comme à Auschwitz mais un lieu d'extermination autour de la ville.

## Histoire
Le gouvernement de l'Empire ottoman persécute les Arméniens et force les populations à marcher jusqu'à la ville syrienne de Deir ez-Zor et le désert qui l'environne, sans proposer les installations et les provisions indispensables pour la survie de centaines de milliers de déportés arméniens pendant et après leurs marches forcées jusqu'à destination,.
Les Arméniens qui ont survécu au génocide en 1915-1916 sont acheminés dans deux directions : soit vers Damas, soit le long de l'Euphrate jusqu'à Deir ez-Zor. Aux premiers stades du massacre, 30 000 Arméniens sont installés dans des camps autour de la ville de Deir ez-Zor. Ces réfugiés se trouvent sous la protection du gouverneur arabe Ali Suad Bey, puis les autorités ottomanes le remplacent par Salih Zeki Bey, connu pour ses actes cruels et barbares,. En arrivant à Deir ez-Zor, les réfugiés — dont des femmes et des enfants — cuisent de l'herbe et mangent des oiseaux morts. À proximité d'un lieu appelé Deir ez-Zor se trouvait une grotte où étaient parqués les réfugiés au terme des marches de la mort en attendant qu'ils périssent de faim ; néanmoins, aucun « camp » n'a jamais été prévu pour les Arméniens.
D'après Minority Rights Group, « ceux qui avaient survécu au long voyage vers le sud étaient parqués dans d'immenses camps de concentration à ciel ouvert, dont le plus sinistre était celui de Deir-ez-Zor… où les victimes étaient réduites à la famine et tuées par des gardiens sadiques. Quelques victimes ont pu s'échapper grâce à la protection secrète d'Arabes alliés dans des villages au Nord de la Syrie ».
D'après Christopher J. Walker, « la "déportation" n'était que l'euphémisme d'une tuerie de masse. Il n'y avait aucune sorte d'approvisionnement prévu pour les réfugiés pendant leur trajet ou leur exil et, sauf quand ils parvenaient à corrompre les gardiens, l'accès à l'eau et à la nourriture était presque systématiquement refusé ». Les survivants des marches étaient envoyés entre Jarablous et Deir ez-Zor, « un camp de concentration à ciel ouvert, immense et horrible ».

## Mémorial

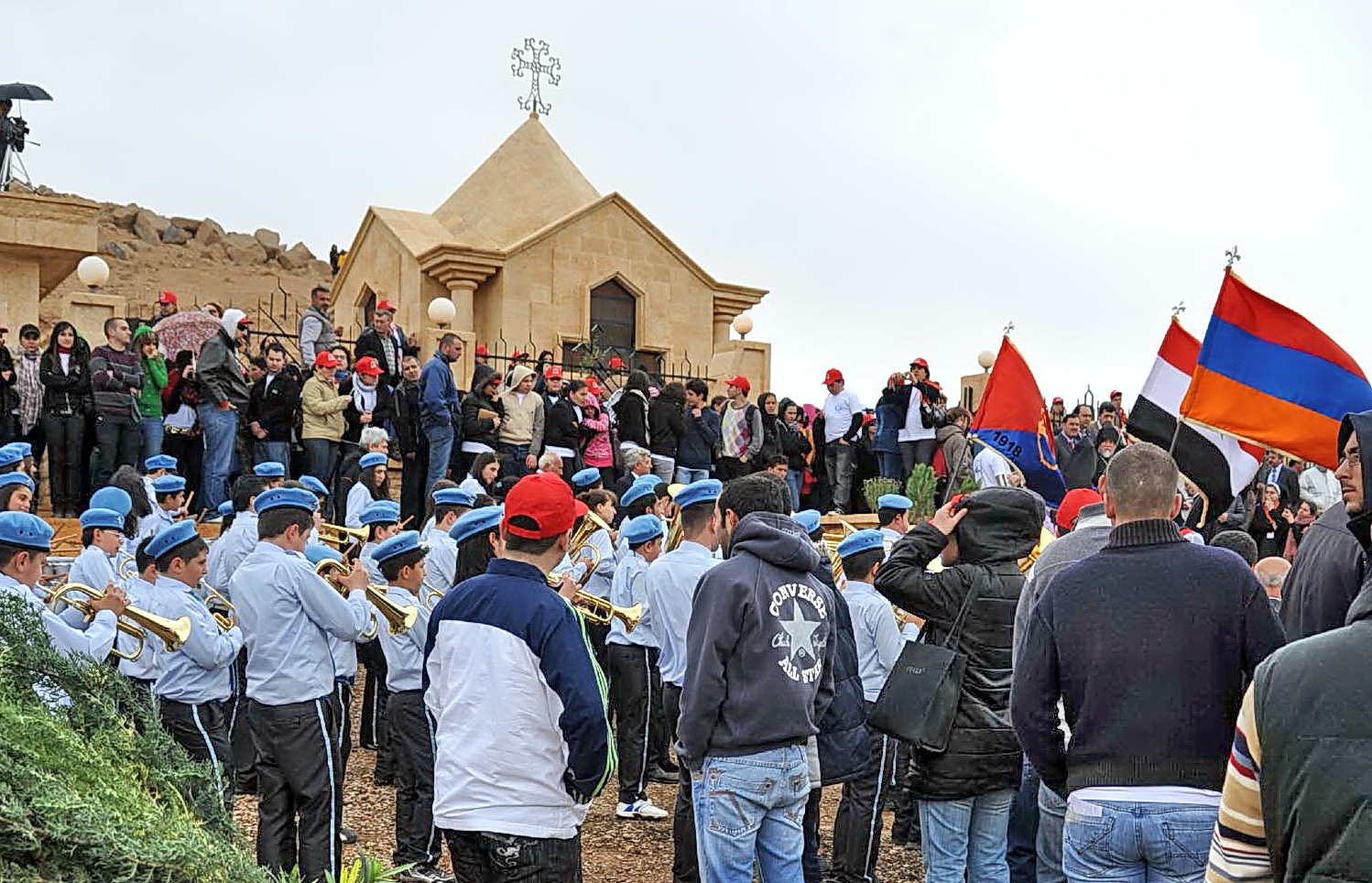
Pèlerins arméniens commémorant le 94e anniversaire du génocide arménien dans le village syrien de Markada, près de Deir ez-Zor.

La ville de Markada, à 88 km de Deir ez-Zor, comporte une chapelle arménienne consacrée aux victimes du génocide.
Peter Balakian, dans The New York Times, déclare que « pour les Arméniens, Deir az-Zor revêt plus ou moins la même signification qu'Auschwitz. De manière différente, chacun de ces camps est l'épicentre de la mort et d'un processus systématique d'assassinat de masse, un lieu symbolique ».

### Documentaire
- (en) Suzanne Khardalian, « Grandma's Tattoos », sur topdocumentaryfilms.com, 2012